# San Mateo (Anzoátegui)
Pour les articles homonymes, voir San Mateo et Mateo (homonymie).
San Mateo est une localité du Venezuela, chef-lieu de la municipalité de Libertad, dans l'État d'Anzoátegui. Autour de la ville s'articule la division territoriale et statistique de Capitale Libertad.